# ژان فرانسوا کریستف
ژان فرانسوا کریستف (انگلیسی: Jean-François Christophe؛ زادهٔ ۲۷ ژوئن ۱۹۸۷) بازیکن فوتبال اهل فرانسه است.
از باشگاه‌هایی که در آن بازی کرده‌است می‌توان به باشگاه فوتبال پورتسموث، باشگاه فوتبال اولدهام اتلتیک، باشگاه فوتبال یئوویل تاون، باشگاه فوتبال ساوتند یونایتد، باشگاه فوتبال ای‌اف‌سی بورنموث، باشگاه فوتبال لینکولن سیتی، و باشگاه فوتبال سرن یونایتد اشاره کرد.